# Stanislav Houzar
Stanislav Houzar (2. března 1957 Třebíč – 28. května 2023 Třebíč) byl český geolog.

## Biografie
Stanislav Houzar se narodil v roce 1957 v Třebíči. V polovině 60. let se začal věnovat amatérskému sběru minerálů. V roce 1969 mu František Peštál věnoval první minerály. Na podnět pedagoga Bohumila Uhlíře, který Stanislava Houzara učil přírodopisu a chemii se začal zajímat o studium geologie na vysoké škole.
Vystudoval Střední zemědělsko-technickou školu v Třebíči a následně roku 1981 absolvoval Přírodovědeckou fakultu UJEP v Brně. Po ukončení studia nastoupil do Západomoravského muzea v Třebíči (pozdější Muzeum Vysočiny Třebíč), od roku 1995 pracoval v Moravském zemském muzeu v oddělení mineralogicko-petrografickém, které mezi lety 1999 a 2013 vedl. V roce 2004 získal na Přírodovědecké fakultě MU v Brně titul Ph.D. v oboru Geologické vědy.

## Dílo
Zabýval se mineralogií a geologií Třebíčska, objevil několik minerálů, které do té doby nebyly v oblasti nalezeny. Věnoval se také studiu moravských vltavínů, dějinami dolování na jihozápadní Moravě, petrologii, geochemii metamorfovaných hornin, tektitům a impaktovým procesům. Publikoval v mnoha vědeckých i populárních časopisech, věnoval se také spisovatelské činnosti. Napsal publikaci Moravské vltavíny a další. Byl editorem časopisu Acta Musei Moraviae, Sci. Geol. Byl členem geologické komise Asociace muzeí a galerií České republiky. Byl autorem expozice minerálů v Muzeu Vysočiny v Třebíči.
V roce 2019 obdržel malou bronzovou medaili Masarykovy univerzity a v roce 2024 byl posmrtně oceněn Cenou města Třebíče.